# Micromonodes marita
Micromonodes marita är en fjärilsart som beskrevs av William Schaus 1904. Micromonodes marita ingår i släktet Micromonodes och familjen nattflyn. Inga underarter finns listade i Catalogue of Life.